# Pambolus biglumis
Pambolus biglumis är en stekelart som först beskrevs av Alexander Henry Haliday 1836.  Pambolus biglumis ingår i släktet Pambolus och familjen bracksteklar. Arten är reproducerande i Sverige. Inga underarter finns listade i Catalogue of Life.